# Cédric Taymans
Pour les articles homonymes, voir Taymans.
Cédric Taymans, né le 11 avril 1975, est un judoka belge qui évolue dans la catégorie des moins de 60 kg (super-légers). Il a été 4 fois champion de Belgique.
En 1999, il a été médaillé d'argent aux championnats d'Europe.
En 2001, il a été médaillé d'argent aux championnats du monde.
| super-légers (-60 kg)   | 1994 | 1995 | 1996 | 1997 | 1998 | 1999 | 2000 | 2001 |
| ----------------------- | ---- | ---- | ---- | ---- | ---- | ---- | ---- | ---- |
| Championnat de Belgique | 1re  | 1re  | -    | 1re  | 2e   | -    | -    | 1re  |
| Championnats d'Europe   | -    | -    | -    | -    | -    | 2e   | -    | -    |
| Championnats du monde   | -    | -    | -    | -    | -    | -    | -    | 2e   |